# John Brumby
Pour l’article homonyme, voir Brumby.
John Mansfield Brumby (né le 21 avril 1953), est un homme politique australien membre du parti travailliste qui est le quarante-cinquième Premier ministre du Victoria. Il assume en même temps les fonctions de Ministre des anciens Combattants et de Ministre des Affaires multiculturelles. Battu aux élections de novembre 2010, il démissionne de son poste de chef du parti travailliste.

## Biographie

### Jeunesse
John Brumby est né à Melbourne. Il fait des études commerciales puis d'enseignant. Il est professeur au lycée (« High School ») d'Eaglehawk près de Bendigo dans l'État de Victoria de 1976 à 1979. De 1979 à 1983, il est employé du syndicat des Enseignants du Victoria. Il milite déjà au Parti travailliste.

### Carrière politique

#### Député fédéral
En 1983 John Brumby est élu député fédéral de la circonscription de Bendigo jusqu'à sa défaite en 1990. Membre de la tendance centrale du parti, il est un ardent partisan du Premier Ministre Bob Hawke et un adversaire de l'aile gauche du parti qui est majoritaire au Victoria.  
John Brumby travaille ensuite comme consultant avant d'être nommé chef de Cabinet du Ministre fédéral des Ressources et du Tourisme, Allan Griffiths. Il occupe ce poste jusqu'en février 1993 où il est élu sénateur d'un quartier de Melbourne lors d'une élection partielle.

#### Chef de l'opposition
Le gouvernement travailliste du Victoria de Joan Kirner est battu aux élections d'octobre 1992 par le parti libéral conduit par Jeff Kennett. Joan Kirner démissionne de son poste de chef du parti peu après sa défaite et est remplacé par Jim Kennan; Kennan démissionne par la suite du parlement en juin 1993 et John Brumby est élu à la tête du parti. Il démissionne du Sénat et est élu député lors d'une élection partielle dans l'ancienne circonscription de Kennan, Broadmeadows.
De 1993 à 1996, Brumby travaille à restaurer l'image du parti travailliste au Victoria. La défaite du gouvernement travailliste fédéral en mars 1996 pousse Kennett à organiser des élections au niveau de l'état trois semaines plus tard, que le parti travailliste perd largement. Cette défaite affaiblit la position de Brumby comme chef du Parti et il est remplacé à son poste en mars 1999 par Steve Bracks.

#### Gouvernement de Bracks
Steve Bracks gagne - de peu - les élections de septembre 1999 et il nomme John Brumby Ministre adjoint des Finances et Ministre du développement régional. Brumby participe à l'équipe de direction du gouvernement avec Bracks, le vice-premier ministre, John Thwaites et le Ministre de la Justice, Rob Hulls. Steve Bracks au départ s'attribue le poste de ministre des Finances mais, en mai 2000, il l'abandonne à John Brumby. 
Pendant qu'il est Ministre des Finances, le Victoria connait une période de croissance régulière et la façon dont il se comporte s'ajoute à la popularité personnelle du Premier Ministre pour permette une victoire travailliste en 2002 et 2006.

#### Premier Ministre du Victoria
Le 27 juillet 2007 Steve Bracks à la surprise générale annonce son retrait de la politique pour des raisons personnelles et son adjoint, John Thwaites, annonce la sienne le lendemain. Le 30 juillet John Brumby est élu chef du parti travailliste et devient Premier ministre avec Rob Hulls comme adjoint.